# Svälten i Östafrika 2011
Svälten i Östafrika 2011 är en hungersnöd som pågick vid Afrikas horn under 2011, till följd av en omfattande torka i Östafrika. Torka och ökenspridning är de två största anledningarna till svälten i Afrika. Torkan gör det omöjligt att odla på några ställen i landet och ökenspridningen förstör marken, så torka och ökenspridning gör marken obrukbar.
Den har drabbat flera områden vid Afrikas horn efter svår torka som påverkat hela Östafrika. Torkan, som sägs vara den "värsta på 60 år", har lett till en matkris i Somalia, Etiopien och Kenya samt hotar försörjningen för över 12 miljoner människor. Andra länder på och kring Afrikas horn, bland dem Djibouti, Sudan, Sydsudan och delar av Uganda, har också drabbats av matkris.
Den 20 juli 2011 förklarade FN att hungersnöd rådde i två områden i södra Somalia, vilket blir första gången som FN förklarat hungersnöd på nästan 30 år. Tiotusentals personer antas ha dött i Somalia redan innan hungersnöd förklarades. Svår brist på finansiering av internationellt bistånd, samt säkerhetsfrågor i området, har hindrat humanitära insatser mot krisen.
Under 2010 till 2012 dog 250 000 människor i Somalia, 5% av befolkningen, till följd av svälten och stridigheterna. Drygt hälften av de som dog var barn under 5 år.

### Fotnoter
1. 1 2 3 4  ”UN declares first famine in Africa for three decades as US withholds aid”. Telegraph. 20 juli 2011. http://www.telegraph.co.uk/news/worldnews/africaandindianocean/somalia/8648296/UN-declares-first-famine-in-Africa-for-three-decades-as-US-withholds-aid.html. Läst 20 juli 2011.
2. ↑  OCHA (UN Office for the Coordination of Humanitarian Affairs) (10 juni 2011). ”Eastern Africa Drought Humanitarian Report No. 3”. reliefweb.int. http://reliefweb.int/node/419452. Läst 12 juli 2011.
3. ↑  Mike Wooldridge (4 juli 2011). ”Horn of Africa tested by severe drought”. BBC News. http://www.bbc.co.uk/news/world-africa-14023160. Läst 12 juli 2011.
4. ↑  http://www.guardian.co.uk/global-development/2011/jul/21/somalia-famine-drought-us-aid
5. ↑  OCHA, FEWS-Net (24 juni 2011). ”East Africa: Famine warning for southern Somalia”. FEWS-Net. Arkiverad från originalet den 21 september 2011. https://web.archive.org/web/20110921052910/http://www.fews.net/docs/Publications/Horn_of_Africa_Drought_2011_06.pdf. Läst 14 kiöo 2011.
6. ↑  Ben Brown (8 juli 2011). ”Horn of Africa drought: 'A vision of hell'”. BBC News. http://www.bbc.co.uk/news/uk-14078074. Läst 12 juli 2011.
7. ↑  Mike Wooldridge (4 juli 2011). ”Horn of Africa tested by severe drought”. BBC News. http://www.bbc.co.uk/news/world-africa-14023160. Läst 12 juli 2011.
8. ↑  ”Horn of Africa drought: Somalia aid supplies boosted”. BBC News. 12 juli 2011. http://www.bbc.co.uk/news/world-africa-14118507. Läst 12 juli 2011.
9. ↑  ”Somalia on verge of famine”. CBC News. 18 juli 2011. http://www.cbc.ca/news/world/story/2011/07/18/un-famine-east-africa.html. Läst 18 juli 2011.
10. ↑  ”UN to declare famine in parts of drought-hit Somalia”. BBC. 20 juli 2011. http://www.bbc.co.uk/news/world-africa-14211905. Läst 20 juli 2011.
11. ↑  ”The forgotten people of Africa's famine cry out for aid”. Telegraph. 20 juli 2011. http://www.telegraph.co.uk/news/worldnews/africaandindianocean/ethiopia/8637978/The-forgotten-people-of-Africas-famine-cry-out-for-aid.html. Läst 20 juli 2011.
12. ↑  ”FN: Fler dog av svält i Somalia än vad man trott”. http://sverigesradio.se/sida/artikel.aspx?programid=83&artikel=5522211. Läst 9 december 2014.